# Sandro Donati
Sandro Donati, né le 14 juin 1947 à Monte Porzio Catone, est un scientifique sportif italien, conseiller de l'Agence mondiale antidopage (AMA) et entraîneur d'athlétisme.
Il est surtout connu pour sa lutte contre le dopage dans l'athlétisme, le football et le cyclisme et pour avoir dénoncer les scandales italiens dans l'athlétisme au milieu des années 1980.
Auteur de plusieurs ouvrages sur le dopage, il est chef de la recherche et de l'expérimentation du Comité national olympique italien de 1990 à 2006.

## Biographie

### Activités en tant qu’entraîneur
Fils d'un fermier, Sandro Donati est né près de Frascati, dans la banlieue de Rome. Bon coureur de demi-fond dans sa jeunesse, son véritable intérêt réside dans l'entrainement. Ayant étudié la science du coaching pendant sept ans, quatre à l'Académie et trois à l'université française, en 1981 on lui propose le poste d'entraîneur national italien pour les coureurs sur 800 et 1500 mètres. Peu de temps après avoir pris le poste d'entraîneur de l'association italienne, le professeur Francesco Conconi, ancien cycliste amateur et biochimiste, contacte Donati et lui offre ses services sous la forme d'un programme de dopage sanguin, ce qu'il refuse. Après les Jeux olympiques de Los Angeles en 1984, il est remplacé comme entraîneur pour les moyennes distances - selon Donati, afin de ne pas faire obstacle au programme de dopage - et reprend l'entraînement de l'équipe nationale italienne de sprint.
Aux Championnats du monde d'athlétisme 1987 à Rome, en saut en longueur, l'Italien Giovanni Evangelisti remporte la médaille de bronze avec un saut de 8,37 m. Mais, il est déterminé par la suite que les officiels de terrain italiens ont enregistré manuellement un résultat préétabli pour un saut d'une longueur réelle de 7,85 m. L'ordre de la tricherie venait du président de la Fédération italienne d'athlétisme (FIDAL), Primo Nebiolo, mais à l'insu d'Evangelisti. Nebiolo a alors dû démissionner de son poste. C'est Donati qui a exprimé en premier ses doutes sur l'exactitude de la mesure et a demandé l'étude des images vidéos. Il est ensuite démis de ses fonctions de sélectionneur national,. 

### Activités contre le dopage
En 1989, Sandro Donati écrit un livre sur les pratiques de Conconi (« Campioni senza valori », soit « Vainqueur sans valeurs »), qui n'est finalement pas publié, parce que l'éditeur a été soudoyé, comme Donati le racontera plus tard. En 1990, il est à la tête de la commission scientifique du Comité national olympique italien (CONI) et quatre ans plus tard il rédige un dossier sur le dopage dans les sports italiens pour le président du CONI Mario Pescante et son secrétaire général Raffaele Pagnozzi. Il appelle les deux fonctionnaires à transmettre ses conclusions afin que des accusations puissent être portées, mais ils n'ont rien fait. Dans le dossier sont cités, entre autres, Conconi (qui était à ce moment-là avec Donati dans le comité antidopage du CONI), les noms du médecin Michele Ferrari, le président de la Fédération italienne de cyclisme, Renato Di Rocco et des coureurs, y compris Moreno Argentin, Guido Bontempi, Mario Cipollini, Francesco Moser et Maurizio Fondriest.
À la fin de 1996, le dossier est publié dans les médias du monde entier. Le résultat est que les conditions de travail pour Donati empirent régulièrement. Le budget de son département est réduit, passant de deux millions à 50.000 euros, de 42 employés à seulement deux. Ils sont également séparés de leurs collègues au CONI et ont parfois leurs lignes téléphoniques coupées, selon Donati. « En septembre 2000, le président de l'Union cycliste internationale Hein Verbruggen a appelé le CONI lors d'une conférence de presse à me priver de mon mandat parce que j'ai déconseillé d'inscrire Marco Pantani au sein l'équipe olympique de Sydney (il avait des taux sanguins catastrophiques et nécessitaient plus d'un séjour d'un mois à l'hôpital que d'entraînement pour les Jeux olympiques) ». Selon Donati, entre août 1998 et octobre 2000, les anciens représentants du Laboratoire antidopage de Rome et les responsables du CONI l'ont menacé onze fois, de poursuites, ce qui n'est jamais arrivé. Une tentative a également été faite pour manipuler l'échantillon d'urine d'un athlète supervisé par Donati afin de le rendre indigne de confiance. En outre, il est constaté dans ses enquêtes qu'il n'y a pas de cas de dopage dans le football italien, car les joueurs ne sont presque jamais testés. La loi antidopage stricte en Italie à partir de l'année 2000 est attribuée aux efforts de Donati.
En novembre 2000, la conférence Play the Game a lieu à Copenhague, une initiative qui se bat pour le sport sans dopage ni corruption. Donati devait être l'un des orateurs principaux, mais a annulé deux jours avant parce que le CONI avait jusqu'alors refusé d'approuver sa participation à la conférence. Seule la protestation des participants à la conférence et une télécopie de l'un des organisateurs ont amené « à contrecœur » le secrétaire général du CONI, Pagnozzi, à donner son consentement. « La permission est venue si tard que nous avons dû mettre Donati à la toute fin du programme. Après le drame entourant le premier chasseur de dopage dans le monde, c'est devenu un final inoubliable avec les applaudissements des participants. » En 2007, Donati, qui avait quitté le CONI en 2006, est récompensé par Play the Game.
En octobre 2012, la skieuse de fond italienne Manuela Di Centa annonce qu'elle va poursuivre en justice Donati pour diffamation, car il l'a accusée de dopage dans un documentaire. Cependant, cette annonce n'a jamais été mise en action. 
À partir de 2014, Sandro Donati travaille comme consultant pour l'AMA.

### Alex Schwazer
En 2015, il décide d’entraîner le controversé marcheur Alex Schwazer, suspendu pour dopage en 2012, avec pour objectif de décrocher sans dopage l'or olympique aux Jeux olympiques de Rio en 2016. Le 21 juin 2016, avec un retard inhabituel, il est annoncé qu'Alex Schwazer aurait été contrôlé positif le 1er janvier (échantillon A qui a été ré-analysé plus de quatre mois après qu'il a été analysé négatif) : son retour à la compétition début avril avait déjà été très mal-vu par le monde de l'athlétisme et notamment le champion du monde en salle 2016 Gianmarco Tamberi qui l'avait alors qualifié de « Honte de l'Italie ». L'athlète et son entraîneur, connu pour sa lutte constante contre le dopage annoncent qu'en attendant le réexamen de l'échantillon B, l'anabolisant retrouvé ne saurait avoir été ingéré par un marcheur (il correspond à celui d'un sprinteur) et son avocat annonce une plainte contre X. Le 15 juillet 2016, il dépose un recours devant le Tribunal arbitral du sport en soulignant les éléments irréguliers de ce contrôle antidopage (prélèvement le 1er janvier, sans anonymat, examens de l'échantillon seulement en avril, publication fin juin) afin de pouvoir participer sub judice aux Jeux olympiques. Le 10 août 2016, le TAS confirme une disqualification de 8 ans, comme demandé par l'IAAF. Donati pense qu'un complot a été mis en place pour le punir, lui et Schwazer, pour leur dénonciation du dopage sponsorisé par l'État. Cependant le 27 juillet 2018 des analyses ultérieures sur les échantillons prélevés et analysés à Cologne laissent penser qu’il est possible que les prélèvements aient été manipulés : les enquêteurs continuent leurs investigations en effectuant 100 autres prélèvements ADN comparables pour comprendre ce qui s’est passé.
En février 2021, il est blanchi pénalement par un juge italien de Bolzano, qui s'est prononcé en faveur d'un non-lieu, en précisant que Schwazer n'avait « pas commis les faits ». Il se justifie dans son ordonnance, en invoquant : « le haut degré de crédibilité que les échantillons d'urine prélevés le 1er janvier 2016 (...) ont été modifiés dans le but d'obtenir un résultat positif » afin « d'obtenir la disqualification et le discrédit de l'athlète »,. Si l'agence mondiale antidopage se dit "consternée" par cette décision qu'elle juge "sans fondement", le marcheur italien déclare lui toujours espérer participer aux Jeux Olympiques de Tokyo. Schwazer fait appel devant le Tribunal arbitral du sport (TAS) qui rejette finalement sa requête le 7 mai. Cette décision est confirmée une semaine plus tard par le tribunal fédéral suisse, qui met fin à ses espoirs de participation aux Jeux Olympiques de Tokyo.

## Publication
- Sandro Donati, L'organizzazione dell'allenamento, Rome, Società stampa sportiva, 1983
- Sandro Donati, Campioni senza valore, Florence, Ponte alle Grazie, 1989
- Sandro Donati, Lo sport del doping. Chi lo subisce, chi lo combatte, Rome, EGA-Edizioni Gruppo Abele, 2012 (ISBN 8865790334)